# إيلي غريفيثز
إيلي غريفيثز (بالإنجليزية: Elly Griffiths)‏ هي كاتِبة بريطانية، ولدت في 17 أغسطس 1963 في لندن في المملكة المتحدة.

## وصلات خارجية
- الموقع الرسمي